# Gießhübl (Dolna Austria)
Gießhübl – gmina w Austrii, w kraju związkowym Dolna Austria, w powiecie Mödling, leży na południe od Wiednia. Według Austriackiego Urzędu Statystycznego liczyła 2213 mieszkańców (1 stycznia 2014).